# Demir Hiszar
Demir Hiszar városa az azonos nevű község székhelye Észak-Macedóniában.

## Népesség
Demir Hiszar városának 2002-ben 2 593 lakosa volt, melyből 2 473 macedón (95,37%), 7 albán, 6 vlach, 3 török, 2 bosnyák és 10 egyéb.
Demir Hiszar községnek 2002-ben 9 497 lakosa volt, melyből 9 179 macedón (95,7%), 232 albán (2,44%), 35 török (0,37%), 13 szerb (0,14%), 11 cigány (0,12%), 7 vlah (0,07%), 2 bosnyák (0,02%) és 18 egyéb nemzetiségű.

## A községhez tartozó települések
- Demir Hiszar
- Babino (Demir Hiszar)
- Bazernik
- Barakovo
- Belcse
- Bojiste
- Brezovo (Demir Hiszar)
- Vardino
- Velmevci
- Virovo (Demir Hiszar)
- Golemo Ilino
- Grajiste
- Dolenci (Demir Hiszar)
- Zsvan
- Zseleznec
- Zsurcse
- Zagoricse
- Zasle
- Jedinakovci
- Kocsiste
- Kutretino
- Leszkovo (Demir Hiszar)
- Malo Ilino
- Mrenoga
- Novo Szelo (Demir Hiszar)
- Obednik
- Pribilci
- Radovo (Demir Hiszar)
- Rakitnica (Demir Hiszar)
- Rasztojca
- Szveta
- Szladujevo
- Szlepcse
- Szlojestica
- Szmilevo
- Szopotnica (Demir Hiszar)
- Sztrugovo
- Szuvo Grlo (Demir Hiszar)
- Szuvodol
- Utovo
- Cerovo (Demir Hiszar)